# Eduard Rabofsky
Eduard Rabofsky (* 7. August 1911 in Wien; † 15. Juni 1994 in Graz) war ein österreichischer Jurist und Widerstandskämpfer gegen den Nationalsozialismus.

## Leben
Rabofsky war als Jugendlicher Mitglied der Sozialistischen Arbeiter-Jugend (SAJ) und Funktionär für Lehrlingsschutz. Er absolvierte fünf Jahre Volksschule und drei Jahre Bürger- und Fortbildungsschule und erweiterte sein Wissen in Volkshochschulkursen. Dort lernte der den Marxismus sowie den Austromarxismus kennen. Er erlernte den Beruf des Autoschlossers. Aufgrund der Weltwirtschaftskrise wurde er in den 1930er-Jahren arbeitslos.
Als Mitglied der Naturfreunde zog es ihn in die Alpen. „Dabei wurde er nicht nur zu einem ausgezeichneten Bergsteiger und Skiläufer, sondern auch zu einem hervorragenden Fachmann der Alpinistik und Kenner der gesamten Alpenregion.“ Als Mitglied des Kommunistischen Jugendverbandes (KJV) half er deutschen Verfolgten bei der Flucht über die Alpen nach Österreich. Von 1935 bis 1936 nahm er an einer Ausbildung an der Internationalen Lenin-Schule der Komintern in Moskau teil. Einer seiner Lehrer war dort der Österreicher Arnold Reisberg. Danach kehrte er zur illegalen Arbeit für die verbotene Kommunistischen Partei Österreichs (KPÖ) zurück. 1941 wurde er als Autoschlosser in den Werkshallen der Saurerwerke, wo er Sabotageakte vorbereitet hatte, verhaftet und gefoltert. Weil ihm trotz Folterungen nichts nachgewiesen werden konnte, wurde er zum Kriegsdienst in die Wehrmacht eingezogen. Sein Bruder Alfred war als Sanitäter in der großen österreichischen Widerstandsgruppe „Soldatenrat“ beteiligt gewesen und wurde 1944 hingerichtet. Am Ende des Krieges desertierte Rabofsky und unterstützte als Kombattant eine sowjetische Einheit bei der Donauübersetzung.
1945 legte er die Berufsreifeprüfung ab und begann mit dem Studium der Rechtswissenschaft an der Universität Wien, 1948 folgte die Promotion zum Dr. jur. Einer seiner akademischen Lehrer war Alfred Verdross. Entsprechend seiner Herkunft aus der Arbeiterbewegung lag es nahe, dass er sich vor allem dem Arbeitsrecht widmete, sowohl in wissenschaftlich-theoretischer Hinsicht als auch politisch, z. B. durch Stellungnahmen in Gesetzgebungsverfahren. „Für Rabofsky wurde der Auftrag von Marx an den Juristen, die Forderungen der Arbeiterklasse zu formulieren, eine Maxime seines wissenschaftlichen Handelns.“ In der marxistischen Rechtsphilosophie fand er bei Wilhelm Raimund Beyer und vor allem bei Hermann Klenner ihm angemessene Ansprechpartner. 1970 erwarb er an der Humboldt-Universität zu Berlin den Grad eines Doctor scientiae iuris und die Facultas Docendi. 1976 wurde er an derselben Universität zum Honorarprofessor für Arbeits- und Strafrecht ernannt.
Rabofsky hielt es für eine vorrangige Aufgabe eines Juristen, sich konkret mit gesellschaftlichen Problemen zu beschäftigen. Aufgrund gestiegener Zahlen von Opfern in den Bergen hielt er in Salzburg Vorlesungen über Unfallkunde, Alpinistik und den Skilauf. Er trat für den freien Zugang zur Natur ein. Mit Gerhard Oberkofler hat er seit den 1980er Jahren viele gemeinsame wissenschaftshistorische Arbeiten publiziert, u. a. über die Wurzeln der NS-Justiz, über Hans Kelsen und Heinrich Lammasch. 1988 hat er mit Gerhard Oberkofler die Broschüre "Pflichterfüllung für oder gegen Österreich" veröffentlicht. 1990 gibt er die von Karl Renner 1938 bis zu den Druckfahnen vorbereitete Broschüre "Die Gründung der Republik Deutschösterreich, der Anschluß und die Sudetendeutschen. Dokumente eines Kampfes ums Recht" heraus. Das Spektrum seiner Themen spiegelt sich in den Kapiteln seiner Festschrift wider: Philosophie, Gesellschaftswissenschaft, Politik, Arbeitsrecht, Alpine Unfallkunde, Strafrecht, Völkerrecht, Rechtsvergleichung. Er wurde am Friedhof der Feuerhalle Simmering bestattet.

## Werke
- Wider die Restauration im Recht. Aufsätze aus vier Jahrzehnten. Verlag für Gesellschaftskritik, Wien 1991, ISBN 3-85115-139-9